# Jürgen Fritsch
Jürgen Fritsch (* 20. Dezember 1945 in Radiumbad Brambach; † 11. Dezember 2022 in Leipzig) war ein deutscher Fußballspieler. Zwischen 1967 und 1972 spielte er für den 1. FC Lokomotive Leipzig in der DDR-Oberliga, der höchsten Spielklasse im DDR-Fußball.

## Sportliche Laufbahn
Sein erstes Oberligaspiel bestritt Jürgen Fritsch am 2. März 1968. In der Begegnung des 15. Spieltages FC Karl-Marx-Stadt – 1. FC Lok Leipzig wurde er als Stürmer eingesetzt und erzielte den Siegtreffer zum 1:0-Auswärtserfolg der Leipziger. Anschließend wurde er in weiteren sechs Oberligaspielen aufgeboten und erhöhte sein Torkonto auf drei Treffer. Außerdem kam er in dieser Saison in zwei Pokalspielen zum Einsatz. Für die Spielzeit 1968/69 wurde Fritsch zwar für den Oberligakader gemeldet, kam aber nicht über die Rolle eines Ersatzspielers hinaus. Bei seinen 18 Oberligaeinsätzen stand er nur achtmal in der Startelf, und er blieb ohne Torerfolg. In den zwei Messepokalspielen des 1. FC Lok gegen Hibernian Edinburgh (1:3, 0:1) bestritt er im Hinspiel nur die zweite Halbzeit, konnte im Rückspiel aber über 90 Minuten spielen. Wie in der Vorsaison bestritt er auch wieder zwei Partien im Pokal. Der 1. FC Lok musste nach der Saison in die DDR-Liga absteigen. In den folgenden Spielzeiten spielte Jürgen Fritsch in der 1. Mannschaft des 1. FC Lok keine Rolle mehr. Am sofortigen Wiederaufstieg 1969/70 war er nur mit zwei Ligaspielen beteiligt, außerdem kam er wieder in zwei Pokalspielen zum Einsatz. Für die Oberligasaison 1970/71 stand er nicht im Mannschaftskader und kam nur am vorletzten Spieltag zu einem Kurzeinsatz. In der Spielzeit 1971/72 bestritt er mit zwei Einsätzen seine letzten beiden Oberligaspiele und wurde dagegen in der drittklassigen Bezirksligamannschaft 1. FC Lok II eingesetzt. Mit ihr wurde er Bezirksmeister und erreichte den Aufstieg in die DDR-Liga. Dort wurde er 1972/73 in elf und 1973/74 in 16 von jeweils 22 Ligaspielen aufgeboten. In seiner letzten Saison im DDR-weiten Fußballspielbetrieb kam er dort noch zu seinem vierten Treffer. Nachdem er sich aus dem höherklassigen Fußball zurückgezogen hatte, wo er 28 Oberligaspiele mit drei Toren und 29 DDR-Liga-Spiele (ein Tor) absolvierte, war er noch für zwei Spielzeiten bei der Betriebssportgemeinschaft (BSG) Turbine Leipzig in der viertklassigen Bezirksklasse Leipzig aktiv.
Von 1984 bis 1991 war Fritsch Vorsitzender des Jugendausschusses im Leipziger Fußballverband. 1990 wurde er Gründungsmitglied des Sächsischen Fußball-Verbandes. Er war hauptamtlicher Mitarbeiter der Sportschule Egidius Braun zu Leipzig.